# Герман (магістр армії)
Герман (до 505 — 550) — державний та військовий діяч Візантійської імперії.

## Життєпис
Син Дорофея. Народився у містечку Бедеріан (область Іллірик, сучасна південна Сербія). Про дату народження та молоді роки вкрай суперечливі відомості (більш-менш відомо, що народився до 505 року). Піднесення кар'єри відбулося, коли його стрийко Юстин 518 року став імператором Візантії. Того ж року отримав титул vir illustris (ясновельможний пане). 519 року призначено на посаду магістра усієї Фракії (фактично стратегом-автократом). Йому також підпорядковувалися загони з Малої Скіфії. Основним завданням було захисти кордони імперії від нападу племені антів.
У 527 році призначається очільником презентальних військ (magister militum praesentalis). У 536 році отримав титул патрикія. Германа було спрямовано до Африки для придушення повстання в армії під проводом Стотци, з чим раніше не впоралися магістри Соломон і Велізарій. Герман вирішив розв'язати питання дипломатичним шляхом. Виступивши з примирної позиції і виплативши заборгованості, він провів розвідку розташування повсталої армії. Навесні 537 року Герман у битві при Скале Ветер розгромив непримиренну частину заколотників на чолі Стотцей. Потім відновив дисципліну, придушивши ще одну змову на чолі з Максиміном. За це призначено екзархом Африки.
Герман у 539 році повернувся до Константинополя. У 540 році на чолі військ рушив проти Персії. Спочатку отаборився в Антіохії. Зважаючи на чисельну перевагу супротивника, не зміг запобігти катастрофічному розграбуванню Антіохії в тому ж році, відступивши до Кілікії. 541 року командування над військами на сході передав Велізарію, а сам повернувся до столиці імперії. тут внаслідок інтриг імператриці Феодори було відсунуто від значущих посад.
У 548 році після смерті імператриці Феодори стає найвпливовішим серед усього почту імператора Юстиніана I. Більшість знаті та чиновників розглядали Германа як спадкоємця трону. У 549 році магістр Артабан планував повалити імператора, звівши на трон Германа, хоча останній не знав про це. Юстин, син Германа, довідався про змову й розповів батькові. Той доповів Леонтію Марцеллу, доместіку (командиру) екскувітів, що призвело до арешти змовників.
У 550 році призначено magister militum для війнни в Італії проти Королівства остготів. Для зміцнення свого становища та привернення на свій бік остготської знаті Герман оженився на Матасунті, внучці короля Теодоріха I. Втім, у вересні або на початку жовтня того ж року раптово помер неподалік від Сердики.

## Родина
1. Дружина — Пассара. що ймовірно походила з роду Аніціїв.
діти:
- Юстин (бл. 522—566), військовий діяч, консул 540 року
- Юстиніан (д/н—582), магістр армії
- Юстина (527 — після 545)

2. Дружина — Матасунта, донька Флавія Євтарика Цилліки.
Діти:
- Герман (550/551 — д/н)